# Шервил (САД)
Шервил (енгл. Schererville) град је у саставу општине Сент Џон, Округ Лејк, држава Индијана, Сједињене Америчке Државе. Налази се поред Чикага.

## Географија
Шервил се налази на надморској висини од 204 m.

## Култура
У граду се налази храм Српске православне цркве посвећен Светом Ђорђу. Стогодишњица оснивања цркве и досељавања Срба на овај простор обиљежени су 24. октобра 2011, чему је присуствовао председник Републике Српске Милорад Додик.

## Демографија
По попису из 2010. године број становника је 29.243, што је 4.392 (17,7%) становника више него 2000. године.
|                   | 2010.           | 2000.           |
| Укупно            | 29 243 (100,0%) | 24 851 (100,0%) |
| Белци             | 23 411 (80,06%) | 21 752 (87,53%) |
| Хиспаноамериканци | 3 098 (10,59%)  | 1 576 (6,342%)  |
| Афроамериканци    | 1 590 (5,437%)  | 533 (2,145%)    |
| Азијати           | 823 (2,814%)    | 636 (2,559%)    |
| Остали            | 321 (1,098%)    | 354 (1,424%)    |